# Барач, Павел Александрович
Павел Александрович Барач, (4 июня 1859 — после 1917) — статистик, журналист, правый политик, депутат Государственной думы Российской империи IV-го созыва от Нижегородской губернии.

## Биография
Из потомственных дворян Калужской губернии.  Образование получил в Михайловской Воронежской военной гимназии. В 1876 начал учиться во 2-м Константиновском военном училище, в том же году перевёлся Михайловское артиллерийское училище, выпускник его в 1879 году по 3-му разряду в чине унтер-офицера. Проходил службу в 11-м драгунском Рижском полку в должности субалтерн-офицера. В марте 1884 года вышел в запас, в марте 1887 уволен в отставку из армейской кавалерии в звании корнета.
В 1888 служил в Министерстве внутренних дел и в Министерстве финансов. С октября 1888 вычислитель в Варшавском статистическом комитете. С июня 1890 младший редактор там же. Позднее заведующий статическим бюро Ярославской губернии. В январе 1905 стал по рекомендации профессора Г. Ф. Симоненко заведующим оценочного отделения Вологодского земства. Статский советник.
Осенью 1905 попал под бойкот вологодских либералов, уволен за свои правые убеждения новым председателем земской управы Н. П. Мустафиным. 
После назначения 2 июня 1906 года А. Н. Хвостова Вологодским губернатором начал с ним тесно сотрудничать. В Вологде помощник акцизного надзирателя. После назначения Хвостова Нижегородским губернатором, переехал вслед за ним в Нижний Новгород, чиновник в администрации губернатора.  А. Я. Садовский предполагает, что появление Барача в Нижнем Новгороде было связано с борьбой Хвостова и Нижегородского предводителя дворянства М. С. фон Брина. Фон Брин ездил в Петербург, где познакомил Коковцова с деятельностью А. Н. Хвостова, и считал, что через несколько дней Хвостов будет уволен или переведён из Нижнего. Но Барач опубликовал в "Земщине" критическую статью о деятельности  фон Брина, как предводителя, и Хвостов удержался. Был членом "Союза русского народа". Считался специалистом по земской и железнодорожной статистике.
Редактор консервативной и монархической "Торгово-промышленной газеты". Писал передовицы для вологодской правой газеты "Русский Север", которую издавала его жена М. Н. Барач (Крамаренко). В 1906 году участвовал в работе 3-го Всероссийского съезда русских людей в Киеве. 20 августа 1908 года газете "Русский Север" опубликовал статью с резкой критикой Вологодского отдела "Союза русского народа" и его руководительницы А. И. Карауловой. Современный исследователь С. В. Куликов полагает, что этот выпад был сделан по наущению Хвостова. Сразу после публикации Барача исключили из Вологодского отдела СРН, а 5 сентября 1908 постановлением общего собрания Ярославского отдела  исключён из "Союза" "за несоответствие его политической деятельности целям и задачам СРН".
Владел землёй площадью 235 десятин в Балахнинском уезде. По словам А. Я. Садовского земля была приобретена в 1912 году специально для участия в выборах в Думу на правах землевладельца. С. П. Белецкий сообщил Чрезвычайной следственной комиссии, что, по словам Хвостова, во время выборов в Думу он (Хвостов) привлёк  Б. М. Ржевского, который исполнил ряд его секретных поручений для поддержки будущего депутата Барача, а впоследствии, помогал Барачу в борьбе с Килевейном, не прошедшим в 4-ю Государственную Думу. 
18 октября 1912 избран в Государственную думу Российской империи IV созыва от съезда землевладельцев (52 шар «за», 44 «против»). Вошёл в состав фракции Правых. С 1912 года член её Совета. Вслед за А.Н. Хвостовым выступал за сотрудничество фракции "со всеми здоровыми силами" в Думе, в противовес позиции Н. Е. Маркова и Г. Г. Замысловского. Пытался организовать массовый выход из фракции Правых умеренно-правых депутатов. Не добившись массовости, 8 июня 1913 года вышел сам (его поддержал лишь депутат А. П. Горсткин), и, начиная с 4-й сессии, перешёл во фракцию Русских националистов и умеренно-правых. В августе 1915 года после раскола фракции остался в её правом крыле, среди так называемых "балашёвцев", сторонников П. Н. Балашёва.  Член думских комиссий для составления адреса, по военным и морским делам, о печати, бюджетной комиссии, по запросам, о путях сообщения. Выступил с докладами по имени комиссии по военным и морским делам и по проекту государственной росписи доходов и расходов.
Публиковал статьи в журнале "Союза Михаила Архангела" "Прямой путь". В 1913 вступил в "Русское собрание". 21-23 ноября 1915 года принял участие в Петроградском Совещании монархистов. 26-29 ноября 1915 года участвовал в Всероссийском монархическом совещании уполномоченных правых организаций в Нижнем Новгороде. В ноябре 1916 года резко критиковал правых депутатов Думы В. М. Пуришкевича и В. А. Бобринского за их антиправительственные речи.
По словам С. П. Белецкого, Барач, наряду с Хвостовым, рассматривался как ключевой член Думы по влиянию на её правое крыло. 24 февраля 1916 года "в целях, известных правительству" получил из казны 30 тысяч рублей. 
7 декабря 1916 года Барач в письме оценивал ситуацию в стране: «Положение пиковое, из него даже выхода не придумаешь»
Дальнейшая судьба и дата смерти неизвестны.

## Семья
- Жена — Мария Никифоровна урождённая Крамаренко (?—?), издательница газеты "Русский Север". Детей в семье не было[1].

## Сочинения
- Гнусная травля // Земщина. 1913. 6 февраля;
- Переоценка ценностей // Прямой путь. 1913. Вып. II;
- В тумане суфражизма // Прямой путь. 1913. Вып. VI;
- «Новь». Хрестоматия Тулупова и Шестакова. Книги I, II, III (рецензия) // Школьная подготовка второй русской революции. СПб., 1913;
- Политика самоубийства. СПб., 1913.

## Награды
- 1892 — Орден Святого Станислава 3-й степени.
- 1895 — Орден Святой Анны 3-й степени.
- 1897 — Медаль «За труды по первой всеобщей переписи населения»

## Отзывы современников
Из дневника А. Я. Садовского (1850—1926), основателя государственной архивной службы Нижегородского края (НГУАК), отца  поэта-символиста Б. А. Садовского:
6 октября <...> Особенно отличился Балахнинский уезд, всегда дававший кадетов и левых, имевших там фиктивные цензы. Их побили тем же оружием. Под влиянием губернатора Хвостова его близкие чиновники приобрели там фиктивные цензы, сорганизовавшееся духовенство тоже прибавило правых и вот на уезд крупных владельцев и уполномоченных от мелких, всего что-то около 40 человек, подавляющим большинством избраны в губ[ернские] выборщики правые: председатель управы Обтяжнов и редактор черносотенной "Торгово-промышленной газеты" Барач. Вообще же относясь к делу беспристрастно, видишь, что все эти выборы в Думу только одна комедия. В те Думы орудовали левые всякими правдами и неправдами и в выборщики попадали левые, теперь орудовали губернатор и архиерей и попали крайне правые. На самом деле, население наше, и особенно те элементы, которые выбирают и не левых, и не крайне правых, без давления выбрало бы умеренных и ни в каком случае, ни левых, ни кадетов, ни крайне правых.
18 октября <...> В нашем собрании сегодня выбрали в Думу четырех обязательных членов. От землевладельцев прошел Барач, известный черносотенец, издатель "Торгово-промышленной газеты", привезенный Хвостовым из Вологды, по всему преестественный мерзавец и прохвост. И вот — результат партийности — он член Думы от нижегородских землевладельцев, а землевладельцем он сделался только год назад, купивши цензовую землю в Балахн[инском] уезде.

### Рекомендуемые источники
- Иванов А. А. Последние защитники монархии. Фракция правых IV Государственной думы в годы Первой мировой войны (1914 — февраль 1917). СПб., 2006;
- Иванов А. А. Фракция Правых IV Государственной Думы в конце 1916—начале 1917: От раскола к распаду // Вестник молодых ученых. Исторические науки. 2003. № 1;
- Размолодин М. Л. Черносотенное движение в Ярославле и губ. Верхнего Поволжья в 1905—1915 гг. Ярославль, 2001;
- Падение царского режима. Стенографические отчеты допросов и показаний данных в 1917 г. в Чрезвычайной следственной комиссии Временного правительства. Т. IV, 278, 279, 401. V, 242. VI, 103, 104 Л., 1925;
- Правые партии. 1905—1917. Документы и материалы. В 2-х тт. / Сост., вст. ст., коммент. Ю. И. Кирьянова. Т. 2. М., 1998;
- Собакина А.А. Революция как экзистенциальное переживание или исповедь русского монархиста. Мировоззренческие взгляды одного из представителей движения правых в России начала XX века: монография / А.А.Собакина. - Вологда: ВоГТУ, 2013;
- Фоменков А. А. Правомонархическое движение в Нижегородской губ. (1905—1917 гг.). Дис. ... канд. ист. наук. Н. Новгород, 2002.

### Архивы
- Российский государственный исторический архив. Фонд 1278. Опись 9. Дело 51; Опись 1, Дело 235.